# 胜光
胜光（428年二月—431年六月）是十六國時期夏國君主赫連定的年號，共計3年餘。

## 纪年
| 胜光 | 元年  | 二年  | 三年  | 四年  |
| ---- | ----- | ----- | ----- | ----- |
| 公元 | 428年 | 429年 | 430年 | 431年 |
| 干支 | 戊辰  | 己巳  | 庚午  | 辛未  |

## 参看
- 中国年号索引
- 同期存在的其他政权年号
  - 元嘉（424年八月—453年十二月）：南朝宋皇帝宋文帝刘义隆的年号
  - 建弘（420年正月-428年五月）：西秦政权乞伏炽磐年号
  - 永弘（428年五月—431年正月）：西秦政权乞伏暮末年号
  - 太平（409年十月-430年十二月）：北燕政权冯跋年号
  - 太兴（431年正月-436年五月）：北燕政权冯弘年号
  - 玄始（412年十一月-428年十二月）：北凉政权沮渠蒙逊年号
  - 承玄（428年六月-431年）：北凉政权沮渠蒙逊年号
  - 義和（431年六月-433年四月）：北凉政权沮渠蒙逊年号
  - 神䴥（428年二月-431年十二月）：北魏政权北魏太武帝拓跋燾年号